# Marco Beltrami
Marco Edward Beltrami (Long Island, 7 de octubre de 1966) es un compositor estadounidense, más conocido por su trabajo realizando bandas sonoras instrumentales de películas de terror como Mimic (1997), The Faculty (1998), Resident Evil (2002), Don't Be Afraid of the Dark (2011), The Woman in Black (2012) y Carrie (2013). Como gran amigo y colaborador de Wes Craven, Beltrami ha compuesto la banda sonora instrumental de siete de sus películas incluyendo las cuatro películas de la saga Scream (1996-2011). Beltrami ha sido nominado dos veces para los premios Óscar y ganó un Satellite a la mejor banda sonora por la película Soul Surfer (2011) y The Purge (2013).

## Vida y obra
Beltrami nació en Long Island, Nueva York, de ascendencia italiana y griega. Asistió al Ward Melville High School, y después, se graduó en la Universidad Brown y estudió en Yale School of Music, y entonces se trasladó al oeste a la USC Thornton School of Music en Los Ángeles donde estudió bajo las enseñanzas del legendario compositor Jerry Goldsmith.
Aparte de algunas composiciones clásicas y películas de estudiantes en la USC, Beltrami compuso su primera banda sonora para una película en el 1994, el suspense Death Match para el director Joe Coppolletta y logró ser aclamado por el público en el 1996 cuando compuso la banda sonora para el éxito de Wes Craven Scream. Desde entonces, Beltrami ha sido una gran opción a tener en cuenta como compositor de películas de terror/suspense y acción, con las secuelas de Scream y éxitos como Mimic (1997), The Faculty (1998), Angel Eyes (2001), Joy Ride (2001), Resident Evil (2002) —en la que colaboró con el cantante Marilyn Manson—, Blade II (2002), Hellboy (2004), I, Robot (2004) y Red Eye (2005) que ocupan un lugar importante en su currículum vítae. Además de terror/suspense y acción, también realiza bandas sonoras de películas independientes como The Dangerous Lives of Altar Boys y The Three Burials of Melquiades Estrada, película de Tommy Lee Jones. Fue nominado para un Premio Emmy por la banda sonora de David and Lisa en 1998, indicando un cierto deseo de extender su composición musical más allá del límite del género que hasta ahora estaba componiendo. Compuso para la reciente saga Die Hard, Live Free or Die Hard y A Good Day to Die Hard, tomando el relevo de Michael Kamen de quien Beltrami utilizó alguno de los temas originales de las películas anteriores debido a la muerte de Kamen en el 2003.
Beltrami ganó una nominación al Premio Óscar por su trabajo en la versión del western 3:10 to Yuma del director James Mangold de 2007. A pesar de haber obtenido críticas tanto positivas como negativas, también fue nominado, junto a Buck Sanders, en la 82 ceremonia de los Premios Oscar en 2010 por Mejor banda sonora por su composición en The Hurt Locker. En 2011, tuvo grandes críticas positivas y ganó el Premio Satellite por mejor banda sonora en su composición para el drama Soul Surfer.
La marca de Beltrami se encuentra en texturas con grandes percusiones. A menudo utiliza instrumentos de percusión tradicionales como bombos, así como violines e instrumentos de viento-metal, formando así capas de instrumentos.

### Colaboraciones
Beltrami ha colaborado repetidamente con directores como Len Wiseman, John Moore, Wes Craven y Guillermo del Toro. También ha trabajado con otros músicos, incluyendo Marilyn Manson —para la película Resident evil—.
Se informó en octubre de 2002 en la página oficial de Beltrami que había trabajado en arreglos orquestales para «Thyme», «The General» y «Leave Me Alone» para el entonces no publicado álbum de Guns N' Roses Chinese Democracy. Mientras que ninguna de esas canciones aparece en la lista final de canciones del álbum, se confirmó que se grabaron durante las sesiones con una pequeña oportunidad de ser lanzadas en el futuro. Sin embargo, fue acreditado oficialmente por aportar arreglos en «Street of Dream», «Madagascar», «There Was a Time», «This I Love» y «Prostitute». Como comentario adicional decir que Chinese Democracy es también el nombre de una canción de Beltrami que aparece en 3:10 to Yuma.

## Filmografía

### Películas
| Año  | Título                                    | Notas |
| ---- | ----------------------------------------- | --- |
| 1994 | Death Match                               | |
| 1995 | The Whispering                            | |
| 1995 | The Bicyclist                             | Corto |
| 1996 | Inhumanoid                                | Para la televisión                                                                                              |
| 1996 | Scream                                    | |
| 1997 | Stranger in My Home                       | Para la televisión                                                                                              |
| 1997 | Mimic                                     | |
| 1997 | Scream 2                                  | |
| 1998 | Halloween H2O: Veinte años después        | Sin acreditar                                                                                                   |
| 1998 | 54                                        | |
| 1998 | David and Lisa                            | Para la televisión                                                                                              |
| 1998 | The Faculty                               | |
| 1999 | The Minus Man                             | |
| 1999 | Dybt Vand                                 | Para la televisión                                                                                              |
| 1999 | The Florentine                            | Para la televisión                                                                                              |
| 1999 | Tuesdays with Morrie                      | Para la televisión                                                                                              |
| 1999 | Walking Across Egypt                      | |
| 2000 | Goodbye Casanova                          | |
| 2000 | The Crow: Salvation                       | |
| 2000 | Scream 3                                  | |
| 2000 | The Incorporated                          | |
| 2000 | The Watcher                               | |
| 2000 | Highway 395                               | |
| 2000 | Dracula 2000                              | |
| 2001 | Angel Eyes                                | |
| 2001 | Joy Ride                                  | |
| 2002 | The Dangerous Lives of Altar Boys         | |
| 2002 | I am Dina                                 | |
| 2002 | Resident Evil                             | |
| 2002 | Blade II                                  | |
| 2003 | Dracula II: Ascension                     | Directamente para vídeo                                                                                         |
| 2003 | Terminator 3: La rebelión de las máquinas | |
| 2004 | Hellboy                                   | |
| 2004 | I, Robot                                  | |
| 2004 | El vuelo del Fénix                        | |
| 2005 | Cursed                                    | |
| 2005 | XXX 2: estado de emergencias              | |
| 2005 | Los tres entierros de Melquiades Estrada  | |
| 2005 | Red Eye                                   | |
| 2006 | Underworld: Evolution                     | |
| 2006 | The Omen                                  | |
| 2007 | Captivity                                 | |
| 2007 | The Substitute                            | |
| 2007 | The Invisible                             | |
| 2007 | 3:10 to Yuma                              | Nominada - Óscar a la mejor banda sonora Nominada - World Soundtrack Award for Best Original Score of the Year  |
| 2007 | Live Free or Die Hard                     | |
| 2008 | The Eye                                   | |
| 2008 | Amusement                                 | |
| 2008 | Max Payne                                 | |
| 2008 | Mesrine                                   | Solo Mesrine: Public Enemy Number One                                                                           |
| 2009 | In the Electric Mist                      | |
| 2009 | The Hurt Locker                           | Nominada - Óscar a la mejor banda sonora Nominated - Broadcast Film Critics Association Award for Best Composer |
| 2009 | Knowing                                   | |
| 2010 | Repo Men                                  | |
| 2010 | Jonah Hex                                 | |
| 2010 | My Soul to Take                           | |
| 2011 | The Sunset Limited                        | Para la televisión                                                                                              |
| 2011 | Soul Surfer                               | Satellite a la mejor banda sonora                                                                               |
| 2011 | Scream 4                                  | |
| 2011 | Don't Be Afraid of the Dark               | |
| 2011 | La cosa                                   | |
| 2012 | The Woman in Black                        | |
| 2012 | Trouble with the Curve                    | |
| 2012 | The Sessions                              | |
| 2013 | Warm Bodies                               | |
| 2013 | A Good Day to Die Hard                    | |
| 2013 | Snowpiercer                               | |
| 2013 | Guerra mundial Z                          | |
| 2013 | The Wolverine                             | |
| 2013 | Carrie                                    | reemplazando a John Powell                                                                                      |
| 2014 | The Giver                                 | |
| 2017 | Logan                                     | |
| 2018 | A Quiet Place                             | |
| 2018 | Free Solo                                 | |
| 2019 | Ford v Ferrari                            | |
| 2021 | A Quiet Place Part II                     | |
| 2021 | La calle del terror (Parte 1): 1994       | |
| 2021 | La calle del terror (Parte 2): 1978       | |
| 2021 | La calle del terror (Parte 3): 1666       | |
| 2023 | Renfield                                  | |
| 2023 | La monja II                               | |
| 2023 | Silent Night                              | |

### Televisión
| Año       | Título | Notas        |
| --------- | ------ | ------------ |
| 2009–2011 | V      | 22 episodios |

## Premios y distinciones
Premios Óscar
| Año  | Categoría          | Película        | Resultado |
| ---- | ------------------ | --------------- | --------- |
| 2008 | Mejor banda sonora | 3:10 to Yuma    | Nominado  |
| 2010 | Mejor banda sonora | The Hurt Locker | Nominado  |